# Dehistan
Dehistan var en stad och ett ekonomiskt center från 900-talet till 1300-talet i västra delen av dagens Turkmenistan.
I det gamla stadsområdet finns idag:
- Minaret byggd av Abu Ziyard
- Muhammad Khorezmshahs moské
- Befästa stadsmurar

Staden övergavs på 1400-talet.

## World Heritage Status
Den 25 februari 1998 sattes Dehistan upp på Turkmenistans tentativa världsarvslista.